# Kategoria e Parë 1958
La Kategoria e Parë 1958 fu la 21ª edizione della massima serie del campionato albanese di calcio disputato tra il 9 marzo e il 29 giugno 1958 e concluso con la vittoria del Partizani Tirana, al suo sesto titolo.
Capocannonieri del torneo furono Refik Resmja (Partizani Tirana) e Enver Shehu (17 Nëntori) con 6 reti.

## Formula
Come nella passata stagione le squadre partecipanti furono 8 e disputarono un turno di andata e ritorno per un totale di 14 partite.
L'ultima classificata retrocedette in Kategoria e Dytë.
Il Puna Tiranë cambiò nome in 17 Nëntori, il Puna Kavajë diventò Besa Kavajë, il Puna Korçë si chiamò Skënderbeu, il Puna Vlorë tornò Flamurtari e il Puna Durrës diventò Lokomotiva.

## Squadre
| Squadra             | Città   | Stadio | Stagione 1957      |
| ------------------- | ------- | ------ | ------------------ |
| Skënderbeu          | Coriza  |        | 3°                 |
| Lokomotiva          | Durazzo |        | 6°                 |
| 17 Nëntori          | Tirana  |        | 4°                 |
| KF Partizani Tirana | Tirana  |        | Campione d'Albania |
| Dinamo Tirana       | Tirana  |        | 2°                 |
| Flamurtari          | Valona  |        | 5°                 |
| Besa Kavajë         | Kavajë  |        | 7°                 |
| Vllaznia            | Scutari |        | Kategoria e Dytë   |

## Classifica finale
|                    | Pos. | Squadra     | Pt | G  | V | N | P | GF | GS | DR  |
| ------------------ | ---- | ----------- | -- | -- | - | - | - | -- | -- | --- |
| Albania (bandiera) | 1.   | Partizani   | 19 | 14 | 7 | 5 | 2 | 27 | 12 | +15 |
|                    | 2.   | Besa Kavajë | 18 | 14 | 7 | 4 | 3 | 17 | 14 | +3  |
|                    | 3.   | 17 Nëntori  | 17 | 14 | 4 | 9 | 1 | 15 | 9  | +6  |
|                    | 4.   | Dinamo      | 16 | 14 | 6 | 4 | 4 | 28 | 18 | +10 |
|                    | 5.   | Skënderbeu  | 12 | 14 | 3 | 6 | 5 | 9  | 16 | -7  |
|                    | 6.   | Vllaznia    | 11 | 14 | 3 | 5 | 6 | 14 | 22 | -8  |
|                    | 7.   | Flamurtari  | 10 | 14 | 3 | 4 | 7 | 11 | 21 | -10 |
|                    | 8.   | Lokomotiva  | 9  | 14 | 3 | 3 | 8 | 11 | 20 | -9  |

Legenda:

      Campione d'Albania
      Retrocesso in Kategoria e Dytë
Note:

Due punti a vittoria, uno a pareggio, zero a sconfitta.

## Verdetti
- Campione: Partizani Tirana
- Retrocessa in Kategoria e Dytë: Lokomotiva